# Дорсет
До́рсет (англ. Dorset, /ˈdɔrsɪt/; послушатьо файле) — церемониальное неметропольное графство Англии, расположенное в юго-западной части страны на побережье пролива Ла-Манш. Состоит из неметропольного графства Дорсет и двух унитарных единиц: Пула и Борнмута. Занимая территорию в 2653 км², Дорсет граничит с четырьмя другими английскими графствами: Девоном на западе, Сомерсетом на северо-западе, Уилтширом на северо-востоке и Хэмпширом на востоке. Столицей графства является город Дорчестер, расположенный в его южной части. Население Дорсета — 744 тысячи жителей (по данным переписи населения 2011 года). Около половины из них проживает на территории юго-восточной агломерации, остальное население графства в основном распределено по сельской местности с низкой плотностью.
Заселение территории современного графства первобытными племенами происходило начиная с эпохи неолита. В первом столетии нашей эры в ходе вторжения на остров римляне завоевали древнее племя дуротригов, обитающее на юге Великобритании. Во время раннего Средневековья в регион вторгались англосаксы. В VII веке Дорсет становится графством. Первое засвидетельствованное нападение викингов на британские острова произошло на территории графства в VIII веке. Бубонная чума, впервые добравшаяся до Англии в 1348 году, начала своё распространение с небольшого портового городка на юге Дорсета. В графстве неоднократно происходили различные гражданские беспорядки, в том числе восстания крестьянских отрядов во время Английской революции; восстание Монмута, начавшееся на западе графства; участие группы батраков в формировании рабочего движения. Во время Второй мировой войны Дорсет активно участвовал в подготовке к Нормандской операции, вторжениям в гавани Портленда и Пула — главным направлениям операции «Нептун».
География графства весьма разнообразна: это и возвышающиеся меловые скалы, и крутые известняковые хребты, и низменные глиняные долины. Более половины территории Дорсета состоит из охраняемых государством заповедников, три четверти побережья относятся к объектам Всемирного наследия. Сельское хозяйство традиционно являлось основой экономики графства, однако в настоящий момент его роль снижается, в то время как туризм приобретает все большее значение. Через Дорсет не проходят крупные автомагистрали. Территорию графства пересекают две железные дороги в Лондон. На побережье расположено несколько крупных портов: в Уэймуте, Пуле и Портленде. В Борнмуте находится международный аэропорт. Культурная сторона жизни Дорсета представлена разнообразными музеями, театрами и фестивалями.

## Топонимика
Название графства произошло от названия его столицы — Дорчестера. Город был основан римлянами в I веке н. э. и изначально назывался Дурновария (лат. Durnovaria). Это название являлось латинизированной версией бриттского слова, предположительно означающего: «место, где галька размером с кулак». Пришедшие позже англосаксы называли город «Dornwaraceastr» (суффикс «ceaster» представлял собой древнеанглийский искаженный вариант латинского суффикса «castrum», обозначавшего «крепость», «укрепление»). Сегодняшнее название графства — Дорсет («Dornsæte») — было образовано от слов «Dorn», сокращённой формы «Dornwaraceastr», и древнеанглийского «sæte», означающего «люди». Первое письменное упоминание графства можно обнаружить в англосаксонских хрониках 845 года. К X веку относится первая запись старого названия графства: «Dorseteschyre».

## История

### Первые поселения и формирование территории
Первыми людьми, ступившими на территорию современного графства примерно к 8000 году до нашей эры, были охотники эпохи мезолита. Однако постоянные поселения возникли лишь к 3000 году до нашей эры, в эпоху неолита. Именно на счету первых поселенцев сооружение дорсетского курсуса, памятника длиной более 10 километров, предположительно построенного в ритуальных или церемониальных целях. С 2800 года до н. э., в эпоху бронзового века, жители полностью очистили местность от лесов, сформировав тем самым предпосылки для дальнейшего развития земледелия и скотоводства в регионе. Кроме того, почти под каждым меловым холмом графства можно обнаружить захоронения в виде круглых курганов, относящиеся к эпохам неолита и бронзового века. Наступление железного века было ознаменовано переселением множества кельтских иммигрантов, известных как дуротриги, которые построили ряд земляных фортификационных сооружений на возвышенностях графства, самым известным из которых и одним из самых больших в Европе является Мэйден-Касл.

### От римского вторжения до нападения викингов
В 43 году н. э. римляне, напавшие на Британию, вторглись на территорию Дорсета. II Августов легион под командованием Веспасиана захватил Мэйден-Касл, наиболее неприступное земляное укрепление данного региона. Рядом с ним захватчики основали поселение Дарновария. После того, как римляне покинули остров, местные жители построили большой оборонительный ров Бокерли-Дайк недалеко от границы с современным графством Хэмпшир. Эти меры позволили отсрочить вторжение саксов на 150 лет. Однако к концу VII века Дорсет всё же был ими захвачен и стал частью Западного Саксонского Королевства. В Шерборне саксы создали церковный диоцез; Дорсет стал административным округом королевства Уэссекс, практически сохранив свои границы. В 787 году на побережье Портленда произошло первое зарегистрированное нападение викингов на британские острова. Впоследствии набеги на округ продолжались в течение двух столетий.

### Дорсет в Средние века
В 1066 году, после завоевания Англии Вильгельмом, в Дорсете было установлено феодальное господство, а бо́льшая часть земли разделена между королём и церковью. В начале XII века норманны усилили контроль над захваченной территорией путём строительства целого ряда крепостей, в том числе замков Корф, Уорхэм и Дорчестер.
За два последующих столетия население Дорсета существенно возросло; границы графства претерпели изменение из-за включения в его состав новых сельскохозяйственных земель. Торговля шерстью, добыча известняка на острове Пербек, а также торговые связи портов Уэймута, Мелком-Реджиса, Лайм-Реджиса и Бридпорта обеспечивали региону процветание. Однако в 1348 году Дорсет был опустошен бубонной чумой, привезённой в порт Мелком-Реджиса кораблём из Гаскони. Болезнь, более известная как чёрная смерть, вызвала эпидемию, которая быстро распространилась и уничтожила около трети населения графства.
Ликвидация ряда монастырей Тюдорами во второй четверти XVI века встретила сопротивление в Дорсете; многие аббатства были переданы в частные руки, в том числе аббатство Шафтсбери и Сернское аббатство. В 1642 году, в начале английской гражданской войны, роялисты взяли под свой контроль всю территорию графства кроме Пула и Лайм-Реджиса. Однако всего спустя три года они были изгнаны сторонниками парламента. В 1645 году в Дорсете произошло восстание крестьянских отрядов самообороны — третьей силы гражданской войны. Около 2000 повстанцев вступили в бой с парламентской армией лорда Ферфакса в укреплении Хэмблдон-Хилл, но были легко разбиты. Замок Шерборн был захвачел Ферфаксом в том же году, а в 1646 году и Корф, последний сохранившийся оплот роялистов в графстве.
После неудачного восстания герцога Монмута в 1685 году был принят ряд законов, направленный на пресечение подобных событий в будущем и известный как «Кровавые присяжные». В течение пяти дней в Дорчестере судья Джеффрис рассмотрел 312 «мятежных» дел: 74 обвиняемых были казнены, 175 были сосланы на каторгу, а 9 — публично выпороты плетьми. В 1686 году в парке Чарборо была организована встреча заговорщиков, вынашивающих планы по свержению короля Якова Второго. Эта встреча имела важное значение для Славной революции.

### Новое и новейшее время
В XVIII веке через побережье Дорсета проходило большое количество контрабанды. Бухты, пещеры и пляжи графства служили прекрасными убежищами для контрабандистов.
В это время Пул становится самым оживлённым портом Дорсета, его процветающие торговые связи обеспечивали всем необходимым промышленность в окрестных городах и селах. Промышленная революция в значительной степени обошла Дорсет стороной, вследствие нехватки угля в недрах графства. Это способствовало тому, что сельское хозяйство продолжало занимать центральное место в экономике.
В Дорсете впервые было создано профсоюзное движение, когда в 1834 году шесть батраков образовали союз в знак протеста против падения заработной платы. Группа рабочих, более известная в наши дни как толпадлские мученики, была арестована и приговорена к каторжным работам, однако вскоре помилована из-за возникающих массовых протестов рабочего класса.
Дорсетский полк оказался первым британским подразделением, столкнувшимся с газовой атакой во время Первой мировой войны. Именно это подразделение понесло особенно тяжёлые потери в битве на Сомме. В общей сложности около четырёх с половиной тысяч военнослужащих графства погибли в войне; только одна деревня — Лангтон-Херинг — не потеряла ни единого жителя.
Во время Второй мировой войны (1939—1945) Дорсет принимал активное участие в подготовке вторжения в Нормандию: репетиции высадки проводились возле Стадленда и Уэймута, а деревня Тайнхем была задействована для тренировок армии. Десятки тысяч солдат покинули Уэймут, Портленд и Пул в день Д; планеры с аэродрома RAF Tarrant Rushton доставили войска в район города Кан для осуществления операции «Тонга».
После войны в графстве наблюдалось стабильное увеличение числа отдыхающих: побережье Уэймута, впервые прославившееся в качестве места отдыха ещё при короле Георге III, а также малонаселённые сельские районы графства каждый год привлекали миллионы туристов.
Роль сельского хозяйства в экономике региона постепенно снизилась, в то время как туризм приобретал всё большее значение.

## География
Дорсет располагается в юго-западной части Великобритании на побережье пролива Ла-Манш. Площадь графства составляет 2653 квадратных километра. Оно граничит с четырьмя другими английскими графствами: с Девоном на западе, Сомерсетом на северо-западе, Уилтширом на северо-востоке и Хэмпширом на востоке. Самые высокие точки графства — холмы Луисдон-Хилл (279 м) и Пилсдон-Пен (277 м), расположенные к северу от долины Маршвуд. Более половины территории составляют различные заповедники, среди которых два относятся к объектам исключительной природной красоты, что является одним из самых высоких показателей в Англии (в процентном отношении к общей площади территории). Также в графстве выделено 139 участков особого научного значения.

### Геология
Территория Дорсета геологически очень разнообразна, что обеспечивает значительные отличия ландшафтов графства друг от друга. Мел и глина, наряду со смесью песка и гравия, являются доминирующей породой в графстве (66 %). В остальной части залегают разнообразные породы — портлендский камень и другие известняки, карбонатные глины, а также различные сланцы. Портлендский камень имеет национальное значение как строительный материал, а также как материал для реконструкции некоторых из самых известных достопримечательностей Великобритании. Помимо перечисленных выше, в округе встречаются почти любые породы, относящиеся к временному интервалу от раннего Юрского периода до эпохи эоцена.
На территории графства располагается ряд известняковых холмов, в основном используемых под пашни и пастбища для овец. Особенно выделяется широкая полоса залежей мела и других полезных ископаемых мелового периода, которая пересекает графство с северо-востока на юго-запад, проходя через Кранборн-Чейз и Дорсет-Даунс; а также ещё одна полоса, которая тянется с юго-запада на юго-восток, в частности проходя через холмы Пербек-Хиллс. Между меловых возвышенностей расположены обширные долины и поймы рек. Эти долины, среди которых можно выделить Блэкмор и Фрума, усеяны небольшими поселениями и фермами. Юго-восток графства, в том числе юг долины Фрума и территория вокруг Пула и Борнмута, расположен на отложениях эпохи эоцена палеогенового периода. Почвы, образовавшиеся на этих территориях, определяют их ландшафт — пустоши — естественную среду обитания для всех шести видов британских рептилий. Большая часть пустошей Дорсета имеет статус участков особого научного значения, а три области Рамсарской конвенцией признаны объектами международного значения. На западе графства и на побережье присутствуют множественные изменения в пластах горных пород, последовательное образование которых менее очевидно по сравнению с формированием равнин и пустошей.
Гавань Пула располагается над крупнейшим сухопутным месторождением нефти в Западной Европе. Здесь находится старейшая в мире непрерывно работающая насосная скважина, которая добывает нефть с начала 1960-х годов.

### Реки
Разнообразие географии Дорсета распространяется и на реки графства, хотя умеренное количество осадков в совокупности с холмистой местностью приводит к тому, что большинство рек расположено в низменностях. Большинство осадков стекает в три реки: Фрум, Пиддл и Стаур; которые на юго-востоке впадают в море. Река Эйвон, которая течет в основном через Уилтшир и Гэмпшир, впадает в гавань Крайстчерч в Дорсете. Реки Акс и Йео, которые главным образом протекают в графствах Девон и Сомерсет соответственно, берут начало в северо-западной части Дорсета. На юго-западе ряд малых рек, впадающих в море, протекают вдоль побережья графства; среди них можно выделить Чар, Брит, Уэй.
Гавань Пула, некогда бывшая долиной реки, но затопленная из-за повышения уровня моря 6000 лет назад, в настоящее время является одной из крупнейших естественных гаваней в мире. Она очень мелкая в отдельных местах и содержит ряд островов, в частности Браунси — место рождения скаутского движения и одно из немногих сохранившихся мест обитания коренных рыжих белок Англии.

### Побережье
Большая часть побережья Дорсета относится к Юрскому побережью, входящему в список объектов Всемирного наследия и протянувшемуся на 155 километров между Стадлендом в Дорсете и Эксмутом в Девоне. Побережье датируется мезозойской эрой, от триаса до мелового периода. На участке побережья, принадлежащем Дорсету, было найдено множество важных ископаемых, в том числе окаменелые деревья юрского периода и первый полный скелет ихтиозавра, обнаруженный около Лайм-Реджиса в 1811 году палеонтологом-любителем Мэри Эннинг. Также вдоль побережья графства расположено множество значимых природных объектов, в том числе бухты, природные арки и естественные меловые колонны.

### Климат
Тёплое лето и мягкая зима, характерные для графства, частично обусловлены его расположением на южном побережье Великобритании. Территория Дорсета меньше подвержена воздействию интенсивных ветров Атлантического океана, чем территории таких тёплых регионов Англии, как Корнуолл и Девон. Расположением графства на юго-западе Великобритании обусловлены более высокие зимние температуры, в среднем от 4,5 °C до 8,7 °C, чем в остальной части Соединенного Королевства. Также летние температуры Дорсета выше, чем соответствующие показатели Девона и Корнуолла. Средний максимум летних температур графства от 19,1 °C до 22,2 °C. Южное побережье Дорсета, графство Хэмпшир, Западный Суссекс, Восточный Суссекс и Кент являются наиболее солнечными регионами Великобритании, получая в среднем от полутора до двух тысяч солнечных часов в год. Среднегодовое количество осадков в данной местности колеблется от 741 мм до 1290 мм за год.
| Климат Уэймута                                                                             | Климат Уэймута | Климат Уэймута | Климат Уэймута | Климат Уэймута | Климат Уэймута | Климат Уэймута | Климат Уэймута | Климат Уэймута | Климат Уэймута | Климат Уэймута | Климат Уэймута | Климат Уэймута | Климат Уэймута | Климат Уэймута |
| Месяц                                                                                      | Янв            | Фев            | Мар            | Апр            | Май            | Июн            | Июл            | Авг            | Сен            | Окт            | Ноя            | Дек            | За год         |                |
| ------------------------------------------------------------------------------------------ | -------------- | -------------- | -------------- | -------------- | -------------- | -------------- | -------------- | -------------- | -------------- | -------------- | -------------- | -------------- | -------------- | -------------- |
| Средняя максимальная температура; °C (°F)                                                  | 8,6 (47,5)     | 8,4 (47,1)     | 10,2 (50,4)    | 12,3 (54,1)    | 15,3 (59,5)    | 17,7 (63,9)    | 19,7 (67,5)    | 20,1 (68,2)    | 18,4 (65,1)    | 15,2 (59,4)    | 11,8 (53,2)    | 9,2 (48,6)     | 13,9 (57,0)    |                |
| Среднее значение температуры; °C (°F)                                                      | 6,4 (43,5)     | 6,1 (43,0)     | 7,6 (45,7)     | 9,3 (48,7)     | 12,2 (54,0)    | 14,7 (58,5)    | 16,8 (62,2)    | 17,1 (62,8)    | 15,5 (59,9)    | 12,7 (54,9)    | 9,5 (49,1)     | 6,9 (44,4)     | 11,2 (52,2)    |                |
| Средняя минимальная температура; °C (°F)                                                   | 4,1 (39,4)     | 3,7 (39,7)     | 4,9 (40,8)     | 6,2 (43,2)     | 9,1 (48,4)     | 11,7 (53,1)    | 13,9 (57,0)    | 14,1 (57,4)    | 12,5 (54,5)    | 10,2 (50,4)    | 7,2 (45,0)     | 4,6 (40,3)     | 8,5 (47,3)     |                |
| Среднее количество солнечных часов; в месяц (в день)                                       | 66,8 (2,2)     | 91,1 (3,2)     | 133,6 (4,3)    | 200,3 (6,7)    | 228,5 (7,4)    | 229,1 (7,6)    | 243,6 (7,9)    | 227,7 (7,3)    | 175,5 (5,9)    | 126,3 (4,1)    | 84,3 (2,8)     | 62,9 (2,0)     | 1869,8 (5,1)   |                |
| Средняя температура поверхности моря; °C (°F)                                              | 7,8 (46,0)     | 7,0 (44,6)     | 7,5 (45,5)     | 8,8 (47,8)     | 11,0 (51,8)    | 13,3 (55,9)    | 15,8 (60,4)    | 17,2 (63,0)    | 16,7 (62,1)    | 14,7 (58,5)    | 12,3 (54,1)    | 9,8 (49,6)     | 11,8 (53,2)    |                |
| Среднее количество осадков; мм                                                             | 78,5           | 58,3           | 58,0           | 49,4           | 44,7           | 40,2           | 35,9           | 50,0           | 55,8           | 85,3           | 88,7           | 85,5           | 730,3          |                |
| Число дней с осадками ≥ 1 мм                                                               | 13,0           | 9,9            | 9,4            | 8,3            | 8,4            | 7,0            | 6,6            | 7,5            | 7,9            | 11,5           | 12,4           | 12,4           | 113,9          |                |
| Средние значения за 1981—2010 годы с метеостанции Wyke Regis. Источник: Met Office и Cefas |                |                |                |                |                |                |                |                |                |                |                |                |                |                |

## Административное деление
В состав графства входят 6 административных районов и 2 унитарные единицы:
|  | 1. Уэймут-энд-Портленд 2. Уэст-Дорсет 3. Норт-Дорсет 4. Пербек 5. Ист-Дорсет 6. Крайстчерч 7. Борнмут (унитарная единица) 8. Пул (унитарная единица) |

## Официальные символы
Современный флаг Дорсета, известный как Дорсетский Крест или Крест Святой Виты, был выбран 16 сентября 2008 года в ходе публичного голосования, организованного Советом Дорсета. Власти Борнмута и Пула отклонили приглашение к участию в голосовании. Тем не менее, Дорсетский Крест был объявлен победителем с результатом в 54 % от общего числа принявших участие в голосовании. Флаг впоследствии был зарегистрирован и добавлен в Регистр флагов Великобритании.
Победивший проект представляет собой прямоугольное полотнище золотого оттенка с отношением сторон 3:5. В центре расположен белый крест с красной каймой. Размеры креста совпадают с размерами полотнища. Все три цвета можно встретить в составе герба графства; красный и белый также используются из-за того, что они являются цветами английского флага. Золотой цвет является основным, так как имеет сразу несколько связанных с графством значений:
- символом Уэссекса, древнего англосаксонского королевства, центром которого когда-то был Дорсет, являлся золотой дракон[94];
- большую долю в сельском хозяйстве занимает выращивание рапса, пшеницы и ячменя, что делает поля золотыми;
- множество песчаных пляжей графства, особенно пляжи Уэймута и Борнмута;
- самая высокая точка побережья называется Золотая шапка[англ.];
- милиция и армия Дорсета используют золотой, красный и зелёный цвета.

В центре герба графства располагается щит, на котором изображено три льва и лилия внизу. Над щитом расположен замок в виде короны. С обеих сторон от щита стоят крылатые драконы, а внизу находится девиз графства: «WHO’S AFEAR’D». Герб был официально принят 21 февраля 1950 года.

## Население
| Население                                                              | 412 905           | 183 491           | 147 645           | 5 288 935           | 53 012 456           |
| Белые                                                                  | 403 762 (97,79 %) | 168 579 (91,87 %) | 141 309 (95,71 %) | 5 040 798 (95,31 %) | 45 226 247 (85,31 %) |
| Метисы                                                                 | 3 400 (0,82 %)    | 4 191 (2,28 %)    | 1 916 (1,30 %)    | 71 884 (1,36 %)     | 1 192 879 (2,25 %)   |
| Китайцы                                                                | 943 (0,23 %)      | 1 840 (1,00 %)    | 698 (0,47 %)      | 22 243 (0,42 %)     | 379 503 (0,72 %)     |
| Остальные азиаты                                                       | 2 890 (0,70 %)    | 5 226 (2,85 %)    | 2 578 (1,75 %)    | 83 294 (1,57 %)     | 3 763 900(7,10 %)    |
| Негры                                                                  | 924 (0,22 %)      | 1 764(0,96 %)     | 520 (0,35 %)      | 49 476 (0,94 %)     | 1 846 614(3,48 %)    |
| Остальные                                                              | 986 (0,24 %)      | 1 891(1,03 %)     | 624 (0,42 %)      | 21 240 (0,40 %)     | 603 313(1,14 %)      |
| ↑ Кроме Борнмута и Пула Источник: Office for National Statistics (ONS) |                   |                   |                   |                     |                      |

По данным переписи населения Великобритании в 2011 году, население Дорсета составляло 744 тыс. человек. Эти данные включают в себя 412,9 тыс. жителей неметропольного графства (не включая Борнмут и Пул), 183,5 тыс. жителей Борнмута и 147,6 тыс. жителей Пула. В агломерации Юго-Восточный Дорсет, которая включает в себя Пул, Борнмут и Крайстчерч, проживает более 60 % населения; следующий по величине город — Уэймут. Остальную часть графства в основном составляют небольшие сельские поселения.
Среди населения Дорсета весьма высока доля пожилых людей, а доля молодёжи ниже средней по стране: 26,7 % населения графства достигли пенсионного возраста, в то время как среднее значение по Англии — 19,5 %; лиц моложе 15 лет всего 16,8 %, когда среднее по Англии — 18,7 %. Численность населения трудоспособного возраста (женщины в возрасте от 16 до 59 лет и мужчин в возрасте от 16 до 64) ниже, чем в среднем по стране. Средняя продолжительность жизни в графстве составляет 83,4 года для женщин и 79,3 года для мужчин. Это выгодно отличается от средних значений Великобритании: 81,6 года и 77,3 года соответственно. Около 97,93 % населения Дорсета составляют белые, 74,38 % населения являются христианами.
Дорсет имеет низкий уровень рождаемости — всего 9,1 человек на 1000 населения на 2010 год — по сравнению со средним по стране значением в 13,1 человек на 1000 населения. Также в графстве более высокий уровень смертности, чем среднее по стране: 11,6 смертей на 1000 населения против среднего значения в 8,9 на 1000 жителей. В 2010 году смертность превысила рождение в неметропольном графстве на 1028 человек, однако в период между 1991 и 2010 годами на этой территории иммиграция превышала эмиграцию, что способствовало общему росту населения на 12,2 %. Этот темп роста будет сохраняться; 12,7 % роста численности населения прогнозируется в период между 2008 и 2033 годами. В Борнмуте и Пуле та же ситуация — только приток населения извне помогает предотвращать сокращение его численности.
| Динамика численности населения Дорсета с начала XIX века по настоящее время                                                                                  |         |         |         |         |         |         |         |         |         |         |         |
| Год | 1801    | 1811    | 1821    | 1831    | 1841    | 1851    | 1861    | 1871    | 1881    | 1891    | 1901    |
| Население | 101 857 | 112 930 | 129 210 | 143 443 | 161 617 | 169 699 | 174 255 | 178 813 | 183 371 | 188 700 | 188 263 |
| Год | 1911    | 1921    | 1931    | 1941    | 1951    | 1961    | 1971    | 1981    | 1991    | 2001    | 2011    |
| Население | 190 940 | 193 543 | 198 105 | 214 700 | 233 206 | 259 751 | 292 811 | 321 676 | 366 681 | 390 986 | 413 800 |
| До 1974 года сбор статистических данных производился от местных правительств, которые теперь входят в состав Дорсета Источник: Great Britain Historical GIS. |         |         |         |         |         |         |         |         |         |         |         |

## Политика
Местное самоуправление Дорсета представлено Советом графства и двумя унитарными органами власти: городскими Советами Борнмута и Пула. Совет графства был образован Законом о местном самоуправлении 1888 года для управления административной единицей. После реорганизации местного самоуправления в 1972 году Дорсет стал двухуровневым неметропольным графством, его границы были расширены на восток, присоединяя к территории города Борнмут и Крайстчерч. После пересмотра специальной комиссией статуса Борнмута и Пула в 1997 году оба города стали административно независимыми унитарными единицами, в то же время продолжая являться частью церемониального графства Дорсет. В настоящий момент неметропольное графство разделено на шесть районов: Уэймут и Портленд, Пёбек, Крайстчерч, Западный Дорсет, Северный Дорсет, Восточный Дорсет. Совет Дорсета контролируется Консервативной партией: после выборов в 2009 году в состав Совета входят 28 представителей Консервативной партии, 16 представителей Партии либеральных демократов и всего один беспартийный участник. Борнмут также контролируется Консервативной партией: совет насчитывает 46 её представителей, против трёх представителей Партии либеральных демократов, трёх представителей Лейбористской партии и двух беспартийных. Консерваторы потеряли абсолютное большинство в Пуле после местных выборов в 2011 году, однако впоследствии при их участии было сформировано Правительство меньшинства: 21 представитель Консервативной партии, 18 от Партии либеральных демократов и 3 представителя местной партии Пула.
Для представительства в парламенте Дорсет разделён на восемь избирательных округов. В 2010 году на парламентских выборах в Великобритании Консервативная партия стала лидером, укрепив тем самым свои позиции. Избирательные округа Борнмута и Пула традиционно являются консервативными и представлены в парламенте членами Консервативной партии.

## Экономика
В 2003 году валовый продукт неметропольного графства составил 4,673 млрд. фунтов, а у унитарных единиц — 4,705 млрд фунтов. При этом доля первичного сектора экономики составила всего 2,03 %, вторичного — 22,44 %, а основной вклад остался за сферой услуг — 75,53 %. Средний показатель валового продукта для 16 регионов юго-западной Англии за тот же период составил 4,693 млрд фунтов.
В прошлом основной вклад в экономику Дорсета вносило сельское хозяйство, поэтому графство являлось крупным работодателем. Однако, начиная с середины XIX века, значительная механизация сельскохозяйственной отрасли существенно сократила требуемое число работников. В то же время сельское хозяйство со временем становилось всё менее выгодным делом, и его доля в экономике графства постепенно снижалась. В период между 1995 и 2003 годами валовый продукт первичного сектора экономики Дорсета (в основном сельское хозяйство, рыболовство и разработка карьеров) снизился с 229 млн фунтов до 188 млн фунтов (с 7,1 % до 4,0 % в процентном соотношении).
В 2010 году в сельском хозяйстве использовалось 1968 км2 земли, против 1986 км2 в 1989 году. В целом с 1989 года по 2010 год это значение находилось в диапазоне 1894 км2 — 2088 км2. За этот период площади лугов возросли с 798 км2 до 817 км2, в то же время объём пахотных земель снизился с 992,5 км2 в 1989 году до 948,1 км2 в 2010 году. Количество домашней птицы, наиболее распространённой в животноводстве графства, также изменилось с 1,771 млн в 1989 году до 1,829 млн в 2010 году. Количество овец, снизилось в это же время с 252,2 тысяч до 178,1 тысяч. Поголовье крупного рогатого скота также значительно сократилось с 240,4 тысяч до 178,9 тысяч.
В 2009 году в графстве дислоцировалось 2340 военнослужащих, включая Королевский бронетанковый корпус в Бовингтоне, Королевский корпус связи и Королевскую морскую пехоту в Пуле. Военное присутствие оказывает двойственное влияние на местную экономику. С одной стороны оно приносит дополнительные рабочие места для гражданского населения, а с другой, в отдельных случаях, негативно воздействует на туристический бизнес, особенно когда популярные туристические области объявляются закрытыми в связи с проведением военных манёвров. Однако в целом вклад в экономику региона положительный, в частности проект по переносу Королевской школы связи в Южный Уэльс грозит для Дорсета потерями в валовом продукте до 74 млн фунтов стерлингов.
Среди других крупных работодателей графства такие, как оборонная компания BAE Systems, производитель яхт Sunseeker International, финансовый конгломерат JPMorgan Chase, промышленная компания Cobham plc и университет Борнмута. Три крупных порта Дорсета: Пул, Уэймут и Портленд, а также меньшие по размерам гавани Крайстчерч, Суонедж, Лайм-Реджис, Верихэм и Вест-Бэй обеспечивают значительный объём международной торговли и туризма. Около 230 рыболовных судов, которые в основном ловят крабов и омаров, базируются в портах графства. Когда недалеко от Уэймута и Портленда было решено проводить состязания в парусных видах спорта (в рамках летних Олимпийских игр 2012 года), акватория получила значительные инвестиции в инфраструктуру.
Туризм в графстве Дорсет постепенно набирал обороты, начиная с конца XVIII века, и в настоящее время он преобладает над промышленностью. По некоторым оценкам, в сфере туризма Дорсета работает около сорока тысяч человек. Около 3,2 млн британских и 0,33 млн иностранных туристов посетили графство в 2008 году, проведя в общей сложности в Дорсете более 15-ти млн дней. Суммарная прибыль только от туризма составила 1,458 млрд. фунтов стерлингов. Около 56 % туристов приходится на города графства, 27 % на побережье и 17 % на оставшуюся сельскую местность. Опрос, проведённый в 1997 году, выявил, что регион привлекает такое количество туристов в основном своим побережьем и красивыми сельскими пейзажами.
На долю производственной отрасли Дорсета приходится всего около 10 % от общего числа рабочих мест. Это немного выше среднего значения для Великобритании и в то же время ниже среднего по юго-западной Англии.

## Транспорт
Две основные железные дороги связывают Дорсет с Лондоном. Западная главная железная дорога проходит на севере графства через Гиллингем и Шерборн. Протянувшись от вокзала Ватерлоо в Лондоне до станции Exeter St Davids в Девоне, данная дорога используется жителями западных районов Дорсета. Вторая линия, Юго-Западная главная железная дорога, проходит через южные части Борнмута, Пула, Дорчестера и заканчивается в Уэймуте. Помимо главных линий есть ещё железная дорога из Бристоля в Уэймут и Суонежская железная дорога.
Графство Дорсет является одним из самых маленьких графств в Англии, поэтому на его территории нет ни одной автострады. В Дорсете всего три крупных магистрали: A303, A35 и A31. А303, соединяющая Юго-Западную Англию с Лондоном с помощью автострады М3, проходит на северо-западе графства. А35, пересекающая Дорсет с запада на восток, протянулась от Хонитена на востоке Девона через Бридпорт, Дорчестер, Пул и Борнмут до города Саутгемптон в Хэмпшире. А31 проходит на востоке, также заканчивается в Хэмпшире. Среди оставшихся дорог можно выделить A338, A354, A37 и A350.
В графстве расположены два пассажирских порта и один международный аэропорт. В порту Пула работают 2 паромные организации: Brittany Ferries и Condor Ferries. Brittany Ferries предоставляет паромную переправу в Шербур-Октевиль, портовый город на северо-западе Франции. Condor Ferries производит сезонные переправы на Нормандские острова и в Сен-Мало, французский порт. Помимо этого Condor Ferries обеспечивает круглогодичные перевозки из Уэймута на острова Гернси, Джерси и в порт Сен-Мало. После проведения дноуглубительных работ, Пул, также как и Портленд, способен принимать круизные лайнеры. Аэропорт Борнмута, расположенный в шести километрах от города, работает в 36-ти направлениях и обслуживает около 600 000 пассажиров в год.
На территории графства работают 14 коммерческих автобусных перевозчиков. Компания англ. Wilts & Dorset имеет широкую транспортную сеть в Дорсете с частыми рейсами в крупных городах и ограниченным количеством в сельской местности. Компания англ. First Hampshire & Dorset обслуживает Уэймут и Бридпорт, включая регулярный маршрут вдоль трассы A35 из Уэймута в Эксминстер, который помогает компенсировать недостающие железные дороги, а также маршрут вдоль Юрского побережья, один из самых длинных в Великобритании.

## Культура и общество

### Театры и концертные залы
Дорсет на протяжении почти всей своей истории был сельскохозяйственным графством. Это послужило причиной низкой средней плотности населения. Как результат, в отличие от регионов с большей плотностью населения, графство не располагает значительным количеством крупных культурных учреждений. Основными концертными и театральными площадками графства являются арт-центр «Маяк», Борнмутский международный центр, театр «Павильон», «Академия О2», Уэймутский павильон. Значительный вклад в культурную составляющую жизни вносит Борнмутский симфонический оркестр, который был основан в 1893 году. Оркестр даёт более 130 концертов на территории всей южной Англии каждый год.

### Музеи и художественные галереи
В Дорсете работает более тридцати различных специализированных музеев. Исторический музей Дорсета, расположенный в Дорчестере, был основан в 1846 году и содержит обширную коллекцию экспонатов, охватывающих историю графства. В собрании Музея танков в Бовингтоне более 300 танков и бронемашин из 30 стран. Музей является крупнейшим в Дорсете, его коллекция имеет статус объекта национального значения. Среди других музеев можно выделить Военный музей в Дорчестере, арт-галерею и музей «Рассел-Котс» в Борнмуте, Центр наследия побережья в Чармоуте, музей города Пул, Портлендский музей.

### Библиотеки
На территории Дорсета расположено 33 библиотеки: 26 под управлением Совета графства и 7 местных. В основном все библиотеки работают 5-6 дней в неделю первую или вторую половину дня. Центральная библиотека Дорчестера предлагает широкий спектр услуг: книги для молодежи и взрослых, художественные фильмы и музыку, справочно-информационные службы, доступ в Интернет.

### Архитектура, парки и заповедники
В графстве 190 заповедников, более 1500 археологических памятников, более 30 зарегистрированных парков и садов, а также 12850 исторических и архитектурных памятников. Среди перечисленных выше: Замок Лалворт, усадебный дом, стилизованный под средневековый замок; Портлендский замок, прибрежный форт, построенный по заказу Генриха VIII; Корф, замок с более чем тысячелетней историей; Ателхамптон, усадьба Тюдоров; аббатство Форд, величественное строение и бывший цистерцианский монастырь; церковь Святого Эдволда, одна из самых маленьких в Англии.

### Фестивали
В Дорсете проходит ряд ежегодных фестивалей, ярмарок и других мероприятий, включая англ. Great Dorset Steam Fair, одну из крупнейших ярмарок своего класса в Европе, а также фестиваль в Борнмуте, бесплатное воздушное шоу, которое в 2009 году привлекло около 1,3 миллиона посетителей. Кроме того можно выделить «Дух моря» — морской фестиваль, проходящий в Уэймуте и Портленде. Впервые появившийся в 2008 году, фестиваль предлагает ряд спортивных и культурных мероприятий, а также выступление местных артистов. Специальное шоу «Dorset County Show», которое впервые было проведено в 1841 году, представляет собой праздник сельского хозяйства графства. Двухдневное мероприятие демонстрирует местные продукты и домашний скот, оно привлекает около 55 000 человек. Помимо небольших мероприятий Дорсет проводит несколько больших музыкальных фестивалей, таких как «Бестиваль», Endorse It In Dorset, «Конец дороги», «Лармер».

### Спорт
Единственный клуб Дорсета, «Борнмут», выступает в Премьер-лиге, первой по уровню в системе английских футбольных лиг. Среди полупрофессиональных команд можно выделить «Дорчестер Таун», выступающий в Южной Конференции, шестом по значимости футбольном турнире Англии, а также клуб «Уэймут», который играет в седьмом дивизионе. Команда графства по крикету, базирующаяся на территории Дин-Парка в Борнмуте, выступает в малом чемпионате графств по крикету. На стадионе в Пуле регулярно проводятся собачьи бега, кроме того он является домашним стадионом для команды трековых мотогонщиков «Пираты из Пула». Побережье графства известно благодаря водным видам спорта, распространённым в заливах Уэймута и Пула, а также гаванях Пула и Портленда. Гавань Портленда была готова к Олимпийским играм 2012 года уже к 2009 году и использовалась в это время для различных международных соревнований.

## Религия
| Население                                                              | 412 905           | 183 491           | 147 645          | 5 288 935           | 53 012 456           |
| Христиане                                                              | 269 737 (65,33 %) | 104 828 (57,13 %) | 89 243 (60,44 %) | 3 194 066 (60,39 %) | 31 479 876 (59,38 %) |
| Буддисты                                                               | 1 280 (0,31 %)    | 1 215 (0,66 %)    | 538 (0,36 %)     | 19 730 (0,37 %)     | 238 626 (0,45 %)     |
| Мусульмане                                                             | 1 318 (0,32 %)    | 3 264 (1,78 %)    | 1 035 (0,70 %)   | 51 228 (0,97 %)     | 2 660 116 (5,02 %)   |
| Остальные                                                              | 3 387 (0,82 %)    | 4 007 (2,18 %)    | 1 711 (1,16 %)   | 57 860 (1,09 %)     | 1 715 502 (3,24 %)   |
| Атеисты                                                                | 104 221 (25,24 %) | 55 911 (30,47 %)  | 43 922 (29,75 %) | 1 549 201 (29,29 %) | 13 114 232 (24,74 %) |
| Не указано                                                             | 32 962 (7,98 %)   | 14 266 (7,77 %)   | 11 196 (7,58 %)  | 416 850 (7,88 %)    | 3 804 104 (7,18 %)   |
| ↑ Кроме Борнмута и Пула Источник: Office for National Statistics (ONS) |                   |                   |                  |                     |                      |

В отличие от всех соседних графств в Дорсете нет собственного кафедрального собора. Более 95 % графства входит в состав епархии Солсбери англиканской церкви. Небольшой участок на западе подпадает под епархию Бата и Уэллса; кроме того на востоке Крайстчерч и часть Борнмута относятся к епархии Винчестер. Епархия Плимута включает в себя большую часть Дорсета, за исключением Крайстчерча и части Борнмута, которые принадлежат епархии Портсмута. В Дорсете мало храмов других конфессий, помимо христианства. В 2008 году в Бландфорд-Форум был построен индуистский храм, также в Борнмуте, который имеет более высокий процент еврейского населения, чем в среднем по стране, располагаются две синагоги.
Христианство было введено в Дорсете римлянами и утвердилось в графстве в его саксонский период. До нашего времени сохранилось несколько саксонских церквей, однако наиболее сохранившейся является церковь Святого Мартина в Варехэме, построенная ещё в начале XI века. Наиболее распространёнными в графстве Дорсет являются средневековые церкви, большинство из которых были построены в XV веке и относятся к готическому стилю. Аббатство Шерборн, одно из крупнейших в графстве, известно своими широкими сводами, возведёнными во время его восстановления в XV веке. Основанное в 705 году н. э. Альдхельмом аббатство, содержало епископскую кафедру и имело статус кафедрального собора до 1075 года, когда епархия была передана в Олд-Сарум. Особенностями приходской церкви Уимборн-минстер являются библиотека книг на цепях, а также астрономические часы XIV века. Церковь Святого Кандида и священного креста в деревне Уитчёрч Каноникорум является единственной церковью в стране, помимо Вестминстерского аббатства, в которой хранятся мощи святого.
Монастыри действовали в Дорсете до XVI века, однако практически все прекратили своё существование после Тюдоровской секуляризации. Последовавшая Реформация, а также политические и религиозные потрясения, в значительной степени сдерживали строительство новых церквей до XVIII века. Яркими примерами сооружений ранней георгианской архитектуры являются церковь Святых Петра и Павла в Бландфорд-Форум и церковь Святого Георгия на острове Портленд. С конца XVIII века архитектура церквей в графстве Дорсет тяготела к неоготическому стилю. Заметным исключением из этой тенденции является Церковь Святой Марии в 9-ти милях к востоку от Дорчестера — первая римско-католическая церковь, построенная в Англии после Реформации. Георг III дал разрешение на возведение здания при условии, что оно будет больше похоже на мавзолей, чем на церковь. Постройка была завершена в 1789 году. В Борнмуте находится несколько церквей XIX века, включая Церковь Святого Петра и Церковь Святого Стефана. Церковь Святого Дунстана в Пуле является одной из небольшого количества церквей XX века в графстве. Это один из последних образцов неовизантийского стиля. Церковь Святых Николая и Магнуса в Мортоне известна своими сложными гравированными стеклянными окнами. Она сильно пострадала от немецкой бомбы в 1940 году, впоследствии подверглась обширной реконструкции.

## Образование
Ответственность за школьное образование в графстве разделена между тремя местными органами образования: Советом графства Дорсет, вклад которого наиболее значителен, а также унитарными властями Борнмута и Пула. Наиболее распространена двухуровневая система образования, при которой ученики посещают сначала начальную школу, потом среднюю. Однако в Дорчестере, Ферндауне, Уимборне и Пурбеке имеет место трёхуровневая система (начальная, средняя и высшая школы). Ожидается переход Пурбека на двухуровневую систему в 2013 году из-за недостаточного числа учеников. Пул и Борнмут, помимо прочего, выделяются тем, что поддерживают раздельное обучение в гимназиях, распределение в которые производится на основе экзаменов в 11-12 лет. Некоторые из школ округа имеют статус академий, самоуправляемых государственных школ, не зависящих от местных органов образования и поддерживаемых непосредственно Министерством образования Великобритании.
Кроме государственных школ в графстве существует ряд частных. Многие из них являются школами-интернатами. Например, можно выделить школу Канфорд, основанную в XIX веке; католическую школу Святой Марии для девочек в Шафтсбери; школу для мальчиков в Шернборне, основанную в XVI веке.
В четырёх из пяти крупнейших городов графства есть учреждения высшего образования. Среди них ряд колледжей: колледж Уэйтмута, колледж Кингстон-Маурвард в Дорчестере, Колледж Борнмута и Пула, один из крупнейших в Великобритании. Также на территории графства, в центре юго-восточной агломерации, расположены два университета: Борнмутский университет, в котором обучается более 17 000 студентов, и Университет искусств Борнмута, насчитывающий около 3500 учащихся и основанный больше 100 лет назад.